# Charles Harrison Townsend

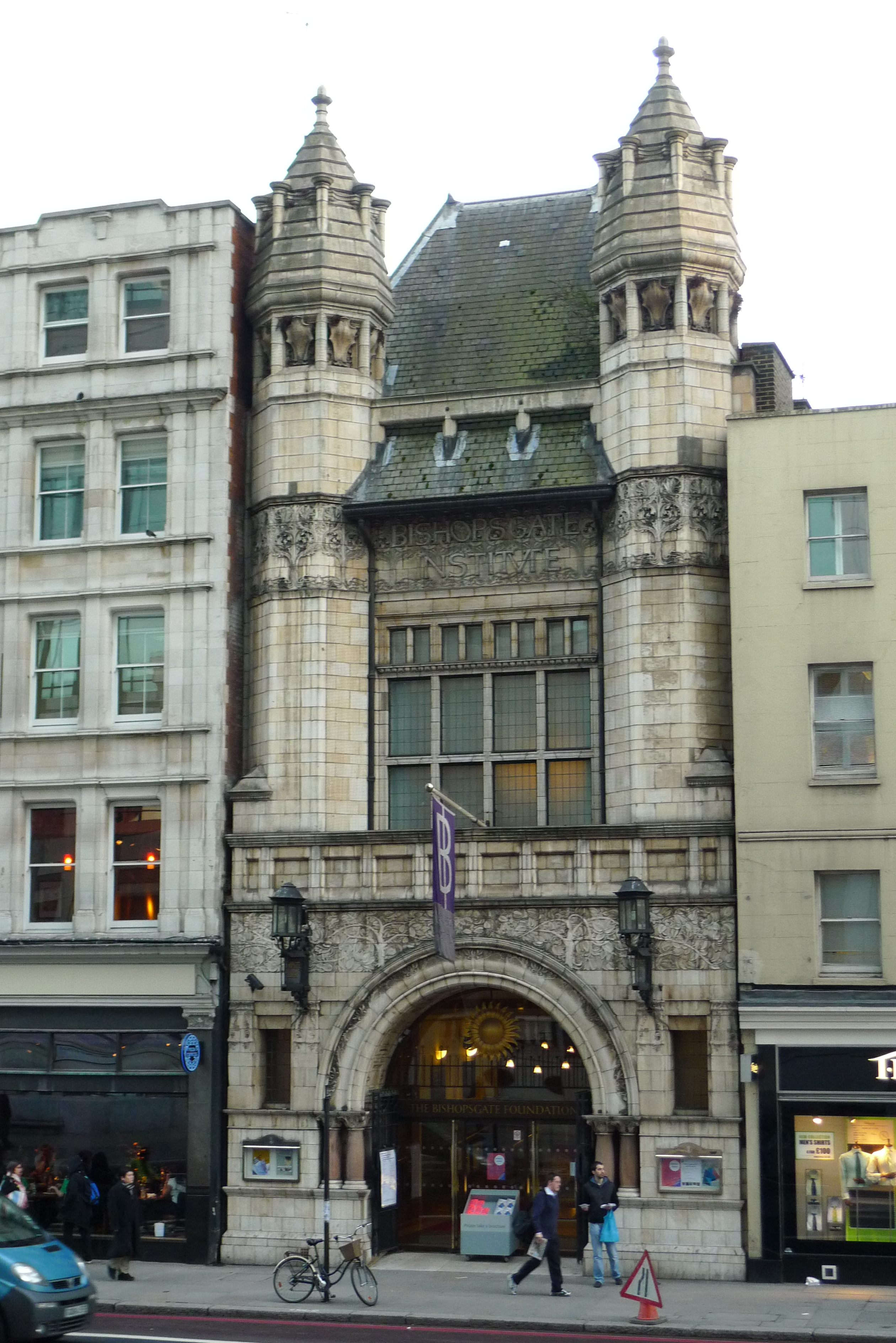
Bishopsgate Institute, London

Charles Harrison Townsend, född 13 maj 1851 i Birkenhead i Storbritannien, död 26 december 1928, var en brittisk arkitekt.
Charles Harrison Townsend gick i lära från 1870 hos arkitekten Walter Scott (1815–1884) i Liverpool. Han flyttade till London med sin familj 1880 och ingick partnerskap med arkitekten Thomas Lewis Banks 1884. Townsend blev medlem av den Arts and Crafts-relaterade arkitektorganisationen Art Workers' Guild 1888 and invaldes samma år so ledamot i Royal Institute of British Architects. Han blev en betydande jugendarkitekt, vars favoritmotiv var träd. 
Townsend ritade framför allt bostadshus och mindre kyrkliga byggnader, men hans rykte vilar framför allt på tre originella offentliga byggnader i London:
- Bishopsgate Institute ( 1892–1894)
- Whitechapel Gallery (1895–1899, invigt 1901)
- Horniman Museum (1898–1901)

Dessa byggnader brukar rubriceras som jugend och Arts and Crafts, men Townsends originalitet görs stilen svår att klassificera. Townsend synes ha influerats av den  efter den amerikanske arkitekten Henry Hobson Richardson uppkallade Richardsonian Romanesque-stilen, som han var bekant med genom att hans bror Horace Townsend, hade skrivit om Richarson.
Den finländska arkitekturkritikern och jugendarkitekten Gustaf Strengell arbetade hos Townsend 1903 och påverkades av honom.

## Bildgalleri
|                           |
| Tornet på Horniman Museum |

|                                      |
| Horniman Museum, Forest Hill, London |

|                             |
| Whitechapel Gallery, London |

|                                                     |
| St Mary The Virgin, nära Great Warley i Essex, 1902 |

|                                        |
| Kirkland Mission Church, Cumbria, 1886 |

|                                            |
| Blatchcombe, Blackheath, Surrey, före 1907 |

|                                           |
| Hus i Letchworh, Hertfordshire, före 1908 |

## Byggnader i urval
- 1901 Horniman Museum[1]
- 1910 The Village Hall, Panshanger, numera Mayflower Place
- 1904 Woodford Green Church[2]
- 1902 St Mary the Virgin, Great Warley, Essex[3]
- 1897 (ritat) Whitechapel Gallery[4]
- 1898 Cliff Towers, Devonshire
- 1894 Bishopsgate Institute[5]
- 1893 St Martin's Church, Blackheath, Surrey[6]
- Omkring 1888–1907 Blackheath Village, Surrey[7]
- 1886 Kirkland Mission Church[8]